# Storiografia quantitativa
La storiografia quantitativa è una corrente storiografica che si serve di un metodo di ricerca e organizzazione di fonti quantitative che permettano allo studioso di basare le sue ricostruzioni storiche su una quantità notevole di dati, elaborati tramite operazioni matematiche, statistiche e informatiche . 
La descrizione degli avvenimenti storici si è in genere sempre avvantaggiata delle misurazioni quantitative per rafforzarne l'autenticità ma, negli anni Cinquanta del XX secolo, la storia quantitativa tradizionale, che si era rivolta soprattutto allo studio di fenomeni economici, ora, ad opera della scuola statunitense della New economic history, estendeva il metodo quantitativo alla storia del lavoro e della schiavitù, dell’agricoltura e dei trasporti. Alla storia si cercava così di attribuire una validità scientifica, mai finora raggiunta, grazie al nuovo metodo storico, empirico e oggettivo, che realizzava l'unione tra storia e scienze esatte: una nuova storia che dagli Stati Uniti approdò anche in Europa, specie nella storiografia francese .
Nella storiografia quantitativa il metodo e le analisi statistiche, affiancandosi alla comprensione intuitiva, acquistano un ruolo primario nelle ipotesi relative a processi ed effetti storici: si pensi ad esempio all'importanza dei dati statistici per la storia del clima. L'avvento del personal computer e di programmi informatici di elaborazione dati, attorno alla metà degli anni 1980-90, hanno permesso agli storici di più ampiamente avvalersi dapprima dell'uso della statistica e, in seguito, dell'informatica operando una vera e propria rivoluzione documentaria. 
François Furet e Pierre Chaunu, considerato quest'ultimo  uno dei fondatori della nuova storiografia, hanno mostrato da una parte il progresso e l'innovazione apportati dalla storia quantitativa e dall'altra i limiti del nuovo metodo:
ed è quindi necessario possedere fonti da cui è possibile ricavare una grande quantità di dati, come ad esempio il registro parrocchiale, verificare l'omogeneità dei dati raccolti, la loro completezza e come sono stati trasmessi tenendo conto che «il privilegio sociale esistente nei secoli trascorsi ha condizionato la possibilità delle fonti storiche e lo studioso riesce difficilmente a ovviare a tale inconveniente» . Insomma il nuovo storico deve utilizzare il calcolatore senza assistere in maniera passiva alla produzione "oggettiva" della storia da parte dei documenti.